# Барвинок, Виталий Алексеевич
Вита́лий Алексе́евич Барви́нок (19 ноября 1937 — 20 февраля 2015) — советский и российский учёный, член-корреспондент РАН, заведующий кафедрой производства летательных аппаратов и управления качеством в машиностроении Самарского государственного аэрокосмического университета, директор Научно-исследовательского института технологий и проблем качества.

## Биография
В 1964 году с отличием окончил механический факультет Куйбышевского политехнического института по специальности «Технология машиностроения». Работал старшим инженером-конструктором физико-технического института Госкомитета по использованию атомной энергии в мирных целях.
В 1965 году поступил на работу в Куйбышевский авиационный институт (Самарский государственный аэрокосмический университет), где прошёл путь от инженера-исследователя до заведующего кафедрой.
С 1968 по 1971 год проходил обучение в аспирантуре Куйбышевского авиационного института, в 1971 году ему была присвоена учёная степень «Кандидат технических наук».
В 1974 году ему было присвоено учёное звание «Доцент», в 1983 году — учёная степень «Доктор технических наук», а в 1985 году — учёное звание «Профессор».
Почти 30 лет возглавляет кафедру производства летательных аппаратов и управления качеством в машиностроении.
С 1991 года по 1999 год Виталий Алексеевич был руководителем научно-технической программы «Высокие технологии высшей школы», а также заместителем руководителя государственной научно-технической программы «Наукоемкие технологии», в рамках которых
работало 48 вузов России, 24 института и филиала РАН.
С 1994 года В. А. Барвинок является президентом Поволжского отделения Российской академии проблем качества.
В 2000 году он был избран членом-корреспондентом РАН по Отделению энергетики, машиностроения, механики и процессов управления.
Также он являлся членом Президиума Самарского научного центра РАН, председателем секции Головного научного совета «Машиностроение», членом экспертного совета ВАК по авиационной и ракетно-космической технике,
Виталий Барвинок являлся заместителем главного редактора международного журнала «Проблемы машиностроения и автоматизации», а также членом редакционной коллегии научного журнала «Известия Самарского научного центра Российской академии наук».

## Преподавательская деятельность
Виталий Барвинок — автор 379 научных работ, в том числе 2 учебников и 3 учебных пособий с грифом министерства образования РФ, а также 11 монографий.
Монография «Путь в науку» в 2005 году стала лауреатом конкурса «Лучшая книга среди преподавателей вузов России». Монография «Плазма в технологии, надежность, ресурс» отмечена в 2006 г. Президиумом РАН премией имени А. Н. Туполева.

## Научная деятельность
Основными направлениями научной деятельности В. А. Барвинка являлись физика и математическое моделирование тепловых и деформационных процессов в телах с изменяемой геометрией.
Он разработал ряд теоретических методов решения задач теплопроводности и механики тел с подвижными границами, разработаны методы расчёта температур, текущих и остаточных напряжений, упругих характеристик в многослойных системах различной геометрии с учетом процесса наращивания слоев, фазовых превращений и различных видов деформирования.
Многие теоретические разработки Виталия Барвинка нашли практическое применения на предприятиях самых разных отраслей, в том числе ФГУП "ГНП ракетно-космический центр «ЦСКБ — Прогресс», ОАО «Моторостроитель», ОАО «СНТК им. Н. Д. Кузнецова», ОАО «Волгабурмаш», ОАО «АВИАКОР». Его научные разработки нашли отражение в 67 авторских свитедетельствах и 2 патентах, а также отмечены двумя золотыми, тремя серебряными и пятью бронзовыми медалями ВДНХ.

## Награды и премии
- Премия Совета Министров СССР (1986 г.) — за большой вклад в развитие науки и техники, подготовку кадров для авиационной и ракетно-космической промышленности.
- Государственная премия РФ (1992 г.) — за разработку и внедрение интегрированных лазерных и плазменных технологий создания изделий новой техники авиационного и космического назначения
- Самарская губернская премия (2001 г.)
- Премия имени А. Н. Туполева (2006 г.)
- Заслуженный деятель науки и техники РФ (1992 г.)
- Почётный работник Министерства образования России (1997 г.)

Награждён орденами Дружбы (1995 г.) и «За заслуги перед Отечеством» IV степени (2008 г.)